# Cabriolé

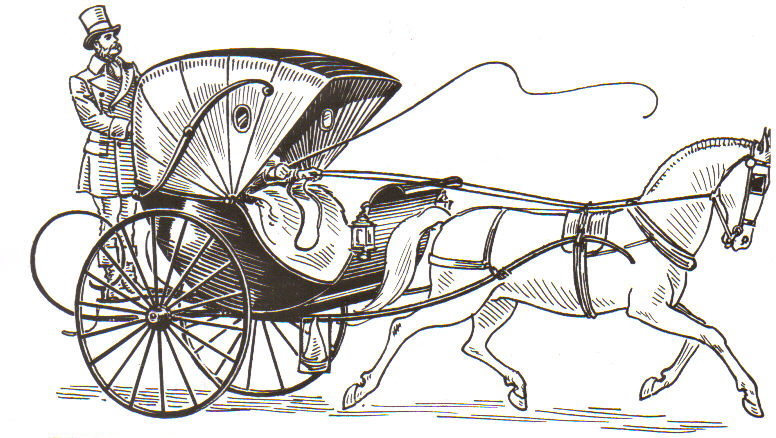
Cabriolé.

El cabriolé és un carruatge de dues rodes amb capota molt similar a la del tílburi amb porta. És a dir, en té d'una porta en la part davantera que es tanca en dues fulles fins a l'altura dels genolls.
Es munta per dos molls fixos a la caixa que per davant encaixen per dues bessones en la llimonera. La llimonera per la seva banda va suspesa per corretges de dos molls en forma de C fixos en les vares.